# Каракол (Урджарский район)
Каракол (каз. Қаракөл) — село в Урджарском районе Абайской области Казахстана. Административный центр Каракольского сельского округа. Код КАТО — 636467100.

## Население
В 1999 году население села составляло 1673 человека (855 мужчин и 818 женщин). По данным переписи 2009 года, в селе проживало 1160 человек (589 мужчин и 571 женщина).